# دولة القانون

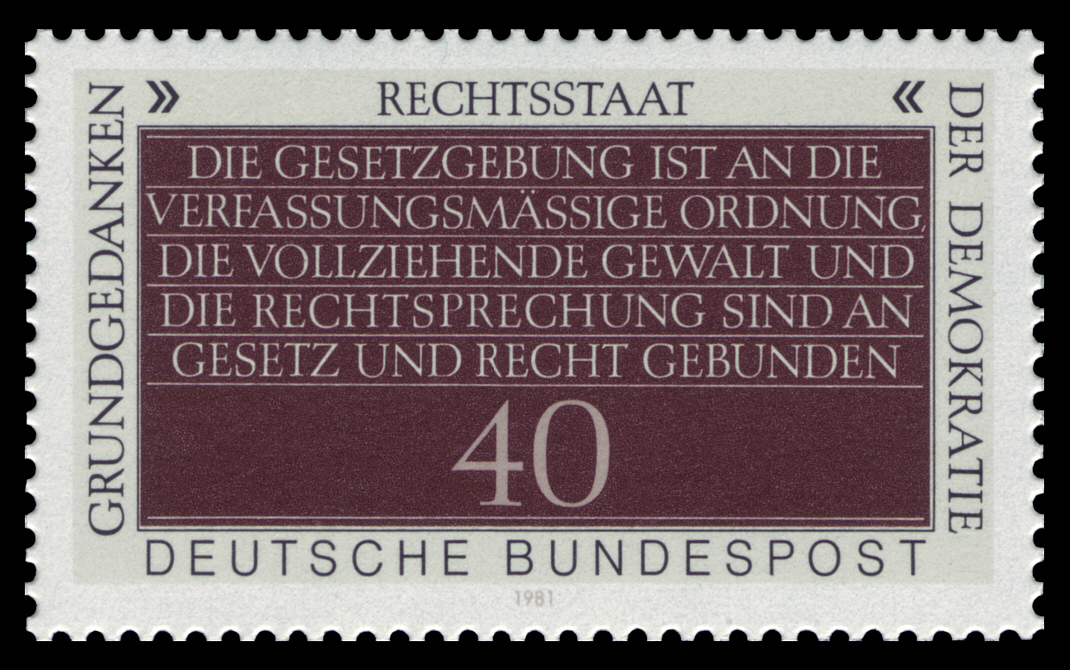

دولة القانون (بالألمانية: Rechtsstaat) هو مفهوم في الفكر القانوني الأوروبي القاري، الكلمة مستعارة من الأصل الألماني، والتي يمكن ترجمتها بأنها «الدولة القانونية»، «دولة القانون»، «دولة العدل»، أو «دولة للحقوق».
وهو «الدولة الدستورية» التي يتم فيها تقييد ممارسة السلطة الحكومية للقانون، [1])، ويرتبط في كثير من الأحيان إلى مفهوم الأنجلو أمريكية لسيادة القانون.
في دولة القانون، تقتصر سلطة الدولة على مبدأ حماية المواطنين من الممارسة التعسفية للسلطة.
في دولة القانون يتمتع المواطنون بالحريات المدنية قانونياً ويمكنهم استخدامها في المحاكم.
و لا يمكن لبلد أن يكون به حرية ولا ديمقراطية بدون أن يكون به أولاً دولة قانون.

## ايمانويل كانت
و يضع الكتاب الألمان عادة نظرية الفيلسوف الألماني ايمانويل كانت في مبتدأ توجهاتهم نحو دولة القانون [2]، فقد بدأ تعريف مفهوم دولة القانون بمعنى «الدولة الدستورية» الفيلسوف الألمانى في كتاباته الأخيرة (1724-1804) ثم تلا ذلك تبنى أفكار الولايات المتحدة والدساتير الفرنسية التي اعتمدت في أواخر القرن 18.
ويستند منهج كانت على سيادة الدستور المدون في البلد. هذه السيادة لابد وأن تخلق ضمانات لتطبيق فكرته الأساسية: حياة سلمية دائمة كشرط أساسي لإسعاد شعبه وازدهاره.
لم يبنِ كانت مذهبه على شيء سوى الدستور والحكومة الدستورية. وبهذا صاغ كانط الإشكالية الدستورية الرئيسية: «يستند الدستور لدولة ما على قيم مواطنيها، والتي تستند بدورها على صلاح هذا الدستور»، فكانت فكرة كانط هي الأساس للنظرية الدستورية في القرن 21.
ويستند مفهوم دولة القانون على الأفكار التي اكتشفها ايمانويل كانت، على سبيل المثال، في بحثه في طبيعة الفضيلة: "إن مهمة إنشاء حياة عالمية دائمة السلام ليست فقط جزءا من نظرية القانون في إطار عقلاني بحت، ولكنها هي في حد ذاتها هدفاً مطلقاً ونهائياً.
لتحقيق هذا الهدف، يجب أن تصبح الدولة مجتمعا يضم عددا كبيرا من الناس، بحيث يعيشون في ظل الضمانات المشرعة لحقوق الملكية الخاصة والتي يضمنها الدستور المشترك.
يجب أن تستمد سيادة هذا الدستور مسبقا من اعتبارات تحقيق المثل الأعلى المطلق والعدالة والإنصاف في حياة الناس تحت رعاية القانون العام. "[3].
و قد قدم مفهوم دولة القانون بالألمانية في كتاب روبرت فون مول ليموت
Die deutsche Polizeiwissenschaft Grundsätzen nach den Grundsätzen des Rechtsstaates («العلوم الألمانية للشرطة وفقا لمبادئ الدولة الدستورية»، 1832-1834)، وقورن بنظام دولة الشرطة ارستقراطية.

## أهم مبادئ دولة القانون
أهم المبادئ من دولة القانون هي:
- تقوم الدولة على سيادة الدستور الوطني وتمارس القوة وتضمن السلامة والحقوق الدستورية لمواطنيها.
- المجتمع المدني شريكا مساويا للدولة (دستور جمهورية ليتوانيا يصف الأمة بأنها «تسعى للوصول إلى مجتمع مدني متفتح وعادل ومتناغم مع دولة في ظل سيادة القانون (الدولة القانونية)») [4]
- الفصل بين السلطات، السلطة التنفيذية والتشريعية والقضائية كأجزاء من الحكومة تحد من سلطة بعضها البعض وتوفر الضوابط والتوازنات بينها.
- السلطة القضائية والسلطة التنفيذية مرتبطة بالقانون (لا تعمل ضد القانون)، والسلطة التشريعية تكون مقيدة بمبادئ الدستور.
- يرتبط كل من السلطة التشريعية والديمقراطية نفسها الحقوق الدستورية والمبادئ الأولية.
- تفعيل شفافية الدولة، واشتراط تبريرات منطقية لجميع أفعال الدولة.
- مراجعة قرارات الدولة وأفعال أجهزة الدولة عن طريق جهة مستقلة، بما في ذلك قضايا الاستئناف والطعون.
- التسلسل الهرمي للقوانين، واشتراط الوضوح والتحديد.
- توفر المصداقية في أفعال الدولة، وحماية التصرفات الماضية التي حدثت بحسن نية من الإجراءات التي تتخذها الدولة في وقت لاحق، وحظر الرجعية.
- مبدأ التناسب في أفعال الدولة.
- احتكار الاستخدام المشروع للقوة.